# John Wiley & Sons
John Wiley & Sons, kurz Wiley,  mit Sitz in Hoboken (New Jersey) ist ein börsennotierter US-amerikanischer Verlag vor allem für wissenschaftliche Literatur, darunter Fachzeitschriften, Bücher und Lehrmaterialien, sowohl gedruckt als auch online. Im Geschäftsjahr 2021/22 hatte das Unternehmen 9.500 Angestellte und machte einen Umsatz von 2,08 Milliarden US-Dollar.

## Geschichte
Die Ursprünge des Verlages gehen auf die 1807 gegründete Buchdruckerei von Charles Wiley (1782–1826) in Manhattan zurück, die er bald zu einem kleinen Verlag erweiterte. 1814 tat er sich mit Cornelius Van Winkle zusammen zu einem Verlagshaus mit Buchhandlung, die auch als Treffpunkt literarischer Kreise in New York bedeutend war. James Fenimore Cooper, Richard Henry Dana, Jr., Washington Irving gehörten zu den Autoren des Verlags, aber auch damals schon wissenschaftliche, technische und medizinische Titel. 
Nach Ende der Partnerschaft 1820 wurde der Verlag als Familienbetrieb weitergeführt.  1834 wurde George Putnam Junior-Partner und gründete und leitete einen Ableger in London. Man veröffentlichte Edgar Allan Poe, Victor Hugo, Charles Dickens, Herman Melville und andere große Autoren, bevor man sich 1848 trennte. Der Sohn von Charles Wiley, John Wiley (1808–1891), hatte nach dem Tod des Vaters das Geschäft übernommen und als seine Söhne in den Verlag einstiegen, änderte sich der Name in John Wiley & Sons. Verlegt wurden zunehmend Bücher aus Technik, Wissenschaft und Medizin; der Verlag nahm um die Jahrhundertwende darin eine führende Stellung in den USA ein. 
Nach dem Erlass der Berner Übereinkunft zum Schutz von Werken der Literatur und Kunst begann man auch im Ausland zu expandieren. Die verlegten Werke umfassten dann auch den Bereich der Wirtschafts- und Sozialwissenschaften. 1961 übernahmen sie Interscience. 1962 war der Verlag das viertgrößte Verlagshaus in den USA und wurde Aktiengesellschaft. Man gründete Niederlassungen in London, Australien, Indien, Japan, Singapur, Deutschland und Kanada und drang in den Schulbuchmarkt vor.
1982 wurde die Wilson Learning Corporation erworben, 1989 Alan R. Liss (Biowissenschaften) und 1996 VCH (woraus Wiley-VCH wurde) sowie Teile von Pearson Education, Hungry Minds (mit der for dummies Reihe), J. K. Lasser, Webster´s New World Dictionary´s, die Frommer Reiseführer, Sybex (Computer), Wrox (Computer) und andere. 2007 wurde die britische Blackwell Publishing Ltd. übernommen (nun Wiley-Blackwell).  Anfang Januar 2021 gab John Wiley & Sons bekannt, dass sie die Verlagsgruppe Hindawi (London) erworben hat.

## Wiley Online Library
Die Wiley Online Library ist eine subskriptionsbasierte Bibliothek, die am 7. August 2010 die Vorgängerplattform Wiley InterScience ersetzt hat.